# Lake Clark Nemzeti Park
A Lake Clark Nemzeti Park Délnyugat-Alaszkában fekszik, Anchorage-tól délnyugatra, az Alaszkai-félszigeten. Gyakran nevezik Alaszka esszenciájának, mivel viszonylag kis területén számtalan természeti kincs található. Három hegylánc fut itt össze: az Alaszkai-hegység északról, az Aleut-hegység délről és a Chigmit-hegység, melyekben két aktív vulkán is van (az Iliamna és a Redoubt); a keleti partvidéken a délkelet-alaszkai erdőségekhez hasonló növényzet, nyugaton pedig az északabbra fekvő tundrához hasonló fennsík húzódik; ezeken kívül számtalan folyó és tó színesíti a tájat.
Utak nem vezetnek a parkba, a legegyszerűbb légitaxival (méghozzá hidroplánnal) megközelíteni. Az egyik legkevésbé látogatott park az USA-ban, évente kevesebb mint ötezren jönnek ide, jóllehet számtalan szabadidős tevékenységre lehetőség van (a legkedveltebb a lazachalászat a Bristol-öbölben).
|  |  |

## Külső hivatkozások
- Hivatalos oldal (angolul)
- Fényképek a Lake Clark NP-ból – Terra Galleria (angolul)
- us-national-parks.net – Lake Clark NP Archiválva 2013. augusztus 9-i dátummal a Wayback Machine-ben (angolul)